# گاگیک سیمونیان
گاگیک رُستُمی سیمونیان (ارمنی: Գագիկ Ռոստոմի Սիմոնյան؛ زادهٔ ۲۱ اوت ۱۹۷۱) یک بازیکن فوتبال، و سرمربی اهل ارمنستان است.

## باشگاهی
از باشگاه‌هایی که در آن بازی کرده‌است می‌توان به اولیس، و آرارات ایروان اشاره کرد.

## تیم ملی
وی همچنین در تیم ملی فوتبال ارمنستان بازی کرده است. سیمونیان تنها بازی ملی خود را در سال ۲۰۰۱ در مقدماتی جام جهانی فوتبال ۲۰۰۲ در مقابل ولز انجام داده است